# Hôtel de Bernard de Sapte
L’hôtel de Pierre Ducos ou de Bernard de Sapte se situe au no 12 rue Baronie, dans le centre historique de Toulouse. L'édifice est formé de deux immeubles, l'un en retrait et étroit, ne comportant dans sa façade qu'une porte cochère et deux étages à fenêtre unique d'un style néo-classique de la période Louis XVI, l'autre en avancement avec des voûtes sur croisées d'ogives et des fenêtres à meneaux de style Renaissance. Les deux immeubles furent réunis, en 1778, par l'abbé Bernard de Sapte, qui fit construire la façade néo-classique et à l'intérieur un grand escalier à rampe droite avec sa ferronnerie.

## Histoire
Au milieu du XVIe siècle, une maison ancienne, bâtie probablement au siècle précédent sur des restes du XIe siècle, est achetée par Pierre Ducos, bourgeois, marchand et capitoul en 1545-1546 et en 1564-1565. Il fait réaménager les bâtiments, qui s'étendent autour d'une cour carrée. À sa mort, l'hôtel passe à son fils, le marchand Jean Ducos. L'hôtel est acheté en 1600 par Raimond Dorgueil, et reste dans la famille de ce dernier tout au long du XVIIe siècle. C'est à cette époque que les élévations sur la cour intérieure sont modifiées, avec de nouvelles fenêtres. 
En 1778, l'abbé Bernard de Sapte devient propriétaire du vieil hôtel Ducos pour le réunir à l'immeuble voisin, qu'il a acheté précédemment. L'abbé de Sapte (1707-1788), membre de l'Académie royale de peinture, sculpture et architecture de la ville et secrétaire perpétuel de celle des sciences, entame lui-même, en tant qu'architecte, une série de travaux d'envergure : il donne une nouvelle façade de style néo-classique à l'immeuble, remanie les façades sur cour, installe un grand escalier à rampe droite pour desservir les étages et transforme les aménagements intérieurs, particulièrement au 1er étage.

## Description
La façade de la maison de gauche, en avancée sur la rue, date principalement du milieu du XVIe siècle, et correspond au bâtiment aménagé par Pierre Ducos. Il compte cinq travées. Le rez-de-chaussée est en partie voûté sur croisées d'ogives. Il est ouvert par deux grandes arcades de boutiques, qui encadrent une petite porte ornée d'un blason martelé. La façade conserve trois fenêtres à meneaux de style Renaissance, au 2e étage. Les fenêtres des deux étages de la 1re travée de gauche ont été modifiées après 1778 par l'abbé Bernard de Sapte : on y retrouve des balcons en fer forgé ornés de rosaces.
La façade de l'immeuble de droite, en retrait, est le résultat des travaux de l'abbé Bernard de Sapte entre 1778 et 1788, qui démolit la maison qui s'y trouvait et reconstruisit la façade pour en faire l'entrée principale de son hôtel. La façade est encadrée par deux larges ressauts verticaux, qui rappellent des pilastres colossaux embrassant le 1er et le 2e étage, et couronnée d'une corniche à gros denticules. Les pilastres reposent sur des piédroits à refends, encadrant la porte cochère. Les chasse-roue qui protégeaient la base des piédroits ont cependant disparu. La porte cochère est décorée dans sa partie haute de deux panneaux ornés d'une guirlande. La fenêtre du 1er étage, très haute, est dominée par un entablement supporté par deux consoles. Le balcon en fer forgé présente cinq rosaces en ferronnerie repoussée, encadrées d'une grecque. 
Le large couloir, dans l'axe de la porte cochère, est orné de consoles et décrit un coude sur la gauche pour rejoindre la cage d'un escalier. Celle-ci a conservé son décor de stucs et sa rampe en fer forgé et tôle repoussée courant sur deux étages. Elle comporte une série de divisions étroites se terminant en haut et en bas par des courbes s'opposant, réunies entre elles par un fleuron de fer et de tôle. Le départ forme une riche composition de fer courbé, dominée par une tête de dauphin en bois sculpté. Le premier étage a été réaménagé par l'abbé de Sapte et réunit les deux bâtiments. 
Le large couloir qui donne accès accès à la cage d'escalier ouvre aussi, par trois arcades, sur la cour intérieure, qui dépendait à l'origine de l'hôtel de Pierre Ducos. Du côté ouest de la cour, sur la façade postérieure du bâtiment sur la rue Baronie, l'abbé de Sapte a transformé l'élévation plus ancienne, l'ornant d'une avancée en décrochement au centre, l'éclairant de trois fenêtres et la couronnant d'une large corniche. Les deux autres façades de la cour, au nord et au sud, datant du XVIIe siècle, sont plus basses, couronnées d'une corniche, et présentent quatre fenêtres par étage, plus serrées et plus carrées que celles de la façade ouest.